# Liste der Kulturdenkmäler in Preist
In der Liste der Kulturdenkmäler in Preist sind alle Kulturdenkmäler der rheinland-pfälzischen Ortsgemeinde Preist aufgeführt. Grundlage ist die Denkmalliste des Landes Rheinland-Pfalz (Stand: 27. Juni 2022).

## Einzeldenkmäler
| Bezeichnung                          | Lage                                           | Baujahr                   | Beschreibung | Bild |
| ------------------------------------ | ---------------------------------------------- | ------------------------- | --- | ---- |
| Katholische Filialkirche St. Cäcilia | Auwer Straße 3 Lage                            | 1867/68                   | romanisierender Saalbau mit vorgelegter Westfassade, 1867/68, (1862), Architekt Kreisbaumeister Wolff, Bitburg, Chorturm 1960                                                              | BW   |
| Alte Kirche                          | Friedhofstraße, auf dem Friedhof Lage          |                           | jetzt Friedhofskapelle; Untergeschosse des gotischen Westturms, Zeltdach, in der Kapelle spätgotische Sakramentsnische; barockes Kirchhofskreuz, 1750; Grabkreuze, 18. und 19. Jahrhundert | BW   |
| Wegekreuz                            | Friedhofstraße, bei Nr. 7 Lage                 | 1681                      | Schaftkreuz, 1681 | BW   |
| Quereinhaus                          | Gässigweg 11 Lage                              | 1889                      | Quereinhaus, bezeichnet 1889 | BW   |
| Quereinhaus                          | Goldene Gasse 3 Lage                           | Ende des 18. Jahrhunderts | Quereinhaus mit Treppengiebel, ausgehendes 18. Jahrhundert | BW   |
| Wegekreuz                            | Hauptstraße Lage                               | 16. Jahrhundert           | Nischenkreuz, nachträglich bezeichnet 1646, eher aus dem 16. Jahrhundert | BW   |
| Wohnhaus                             | Hauptstraße 13 Lage                            | 1868                      | eingeschossiges Unterstallhaus mit Flurküche, bezeichnet 1868 | BW   |
| Tür                                  | Kandelsweg, an Nr. 3 Lage                      | 1853                      | Haustür, bezeichnet 1853, plastisch geschnitzter Türflügel | BW   |
| Neues Schulhaus                      | Schulstraße 20 Lage                            | 1909/10                   | Neues Schulhaus mit Lehrerwohnungen; Krüppelwalmdachbau mit Rotsandstein- und Putzflächen, 1909/10                                                                                         | BW   |
| Quereinhaus                          | Speicherer Straße, zwischen Nr. 13 und 15 Lage | 1815                      | ehemaliges Flurküchenhaus, bezeichnet 1815; Umbau zum Quereinhaus bezeichnet 1882 | BW   |
| Heinzkyller Mühle                    | nordwestlich des Ortes an der Kyll Lage        | vor 1800                  | stattlicher Mansarddachbau, kurz vor 1800, Stallscheune aus dem 19. Jahrhundert | BW   |